# Leucospis australis
Leucospis australis  (лат.) — вид паразитических наездников рода Leucospis из семейства Leucospidae (Chalcidoidea, отряд Перепончатокрылые насекомые).

## Распространение
Австралия.

## Описание
Относительно крупные хальцидоидные наездники, длина от 6 до 15 мм (самки крупнее). Основная окраска чёрная, с несколькими оранжево-жёлтыми отметинами на скапусе усика, груди, брюшке и ногах. Крылья затемнённые.
Задние ноги с утолщенными и сильно изогнутыми бедрами и голенями. Усики 13-члениковые. Нижнечелюстные щупики 4-члениковые, нижнегубные щупики состоят из 3 сегментов.

## Биология
Предположительно, как и другие виды своего рода, эктопаразитоиды пчелиных Apoidea.

## Систематика
Включён в состав видовой группы Leucospis australis, у которых развит дорзальный зубец на задних тазиках. Впервые описан в 1871 году британским энтомологом Френсисом Уокером (Francis Walker, 1809—1874), а его валидный статус подтверждён в ходе ревизии, проведённой в 1974 году британским гименоптерологом чешского происхождения Зденеком Боучеком (Zdenĕk Bouček, 1924-2011). Видовое название дано по месту обнаружения (Австралия).